# برايان فرانك مارتن
برايان فرانك مارتن (بالإنجليزية: Brian Frank Martin)‏ هو قاضي أسترالي، ولد في 2 نوفمبر 1936.